# Витіснення нафти з пласта
Витіснення нафти з пласта (рос. вытеснение нефти с пласта, англ. oil displacement from а seam, нім. Erdölverdrängung f aus dem Flöz n) — у нафтовидобуванні — заміщення нафти, що міститься в породі-колекторі, пластовою водою (газом) або робочим агентом (водою, газом тощо) під час розробки покладу.

## Загальний опис
При пром. розробці нафт. покладів В.н.п. здійснюється за рахунок перепаду тиску, зумовленого підтримкою на вибої видобувних свердловин тиску, нижчого від пластового, і безперервним або періодичним відбором флюїдів (рідин або газів) з пласта.
При В.н.п. за рахунок витрачання природної пластової енергії фільтрація нафти в свердловину викликається пружним розширенням рідини і скелета породи, виділенням з нафти газу і збільшенням його в об'ємі, а також вторгненням законтурної води в поклад. У крутоспадних пластах В.н.п. зумовлюється дією сил гравітації, іноді — в поєднанні з розширенням газової шапки.
Механізм В.н.п. істотно залежить від властивостей системи нафта-витісняючий агент-порода. Якщо витісняючий агент має більшу в'язкість, ніж нафта, то заміщення останньої відбувається одноразово, при наявності дуже вузької перехідної зони, в якій фільтруються і нафта, і вода (поршневе В.н.п.). Якщо в'язкість нафти більша, то на фронті витісняючого агента, який вторгається в пласт, заміняється тільки частина нафти.
Для підвищення ефективності В.н.п. — збільшення темпів відбирання, повноти вилучення — в пласт штучно вводять енергію шляхом нагнітання витісняючих агентів. Здебільшого на нових родовищах, що вводяться в розробку, передбачається витіснення нафти з продуктивних пластів шляхом нагнітання води, як найбільш доступного й ефективного агента. З 1960–х рр. як витіснюючі агенти використовують також воду з різними хімічними додатками, пару і інш. Темп відбирання нафти з покладу визначається перепадом тиску між лінією нагнітання (нагнітальними свердловинами) і зоною відбирання нафти (видобувними свердловинами), а також відстанню до лінії нагнітання. Зменшення цієї відстані досягається т. зв. розрізуванням нафтового покладу на блоки або окремі поля рядами нагнітальних свердловин. Максимального темпу відбирання може бути досягнуто при площовому заводненні, коли вся продуктивна площа покладу ділиться на елементи, в кожному з яких здійснюється нагнітання води.
Повнота В.н. з пласта визначається дією капілярних сил у системі нафта–витісняючий агент–порода і структурними особливостями пустотного простору; характеризується коефіцієнтом витіснення — відношенням кількості видобутої на поверхню нафти до її початкової кількості в одиниці об'єму пласта.

## Різновиди
Витіснення нафти непоршневе, (рос. вытеснение нефти непоршневое; англ. nonpiston oil displacement; нім. Verdrängung f des Erdöls n ohne Kolben n) — витіснення, при якому за фронтом витіснення одночасно рухаються витісняючий і витіснюваний флюїди, тобто за фронтом витіснення відбувається рух багатофазної системи.
Витіснення нафти поршневе, (рос. вытеснение нефти поршневое; англ. piston oil displacement; нім. Kolbenverdrängung f des Erdöls n) — ідеальний випадок витіснення, коли в пласті між нафтою й водою існує чітка межа поділу, попереду якої рухається нафта, а позаду — тільки вода, тобто біжучий водонафтовий контакт збігається з фронтом витіснення. Використовується термін В.н.п. як спрощена модель для розв'язування деяких задач підземної гідрогазомеханіки.